# シマセンニュウ
シマセンニュウ（島仙入、学名：Locustella ochotensis）は、センニュウ科に分類される鳥類の一種である。

## 分布
インドネシア、中華人民共和国、日本、フィリピン、ブルネイ、マレーシア、ロシア東部
夏季は日本やサハリン、オホーツク海西岸部、カムチャツカ半島等で繁殖し、冬季はフィリピンやボルネオ島等へ南下し越冬する。比較的分布の狭い種である。
日本では夏季に繁殖のため北海道に飛来する（夏鳥）。道東、道北では比較的数が多い。本州以南では旅鳥として春と秋の渡りの時期に通過するが、観察される機会は少ない。

## 形態
全長15.5cm。背面は緑褐色、体側面は淡褐色、腹面は白い羽毛で覆われる。尾羽は短く、黒い横縞が入り先端は白い。
眼上部にある眉状の斑紋（眉斑）は淡黄色。嘴の基部から眼を通り後頭部へ続く筋状の斑紋（過眼線）は黒い。

## 生態
海岸部の草原や湿原、牧草地等に生息する。草原の草の中に潜るようにして生活しているため、さえずり飛翔時以外で姿を発見することは困難である。
食性は動物食で、昆虫類、節足動物等を食べる。草から草へ敏捷に移動しながら餌を探す。
繁殖形態は卵生。草の根元等にイネ科の植物枯草を組み合わせた皿状の巣を作り、日本では6-7月に1回に4-6個の卵を産む。メスのみが抱卵し、抱卵期間は約13日程。